# جزيرة ظهرة ذو حراب (ميدي)

تعديل مصدري - تعديل

جزيرة ظهرة ذو حراب هي إحدى جزر مديرية ميدي التابعة لمحافظة حجة.